# جاك جونسون (لاعب كرة قدم أمريكية)
جاك جونسون (بالإنجليزية: Jack Johnson)‏ هو لاعب كرة قدم أمريكية أمريكي، ولد في 28 نوفمبر 1909 في غرانتسفيل في الولايات المتحدة، وتوفي في 1 أكتوبر 1978 في تويلي (يوتا) في الولايات المتحدة.